# Saturno (Rubens)
Saturno es un cuadro de Peter Paul Rubens, pintado en 1636 para las obras de la Torre de la Parada, en las que también participó Diego Velázquez.

## Análisis
Es un cuadro mitológico, considerado antecedente directo del Saturno devorando a un hijo de Francisco de Goya. 
Saturno es una de las más dramáticas obras de Rubens. Fue pintado cuando el rey Felipe IV se lo encargó para decorar la Torre de la Parada con escenas mitológicas inspiradas en “Metamorfosis” de Ovidio.
El titán Saturno, ya advertido de que uno de sus hijos le destronaría, decidió devorarlos a todos, siendo salvado solamente uno de ellos: Júpiter. El cuadro representa a Saturno desgarrando el pecho de uno de sus hijos, apoyándose en su guadaña, símbolo de la agricultura. La enorme figura del dios se recorta entre la oscuridad del fondo. La luz consigue un ambiente dramático muy barroco similar a una obra de teatro. La expresión de las figuras sitúa este lienzo entre los más impactantes del Museo del Prado, sólo comparable con el Saturno de Goya. La influencia de Miguel Ángel, que ya viene marcando las figuras del artista desde su estancia en Italia, se aprecia hasta el final.